# Іштван Тюрр

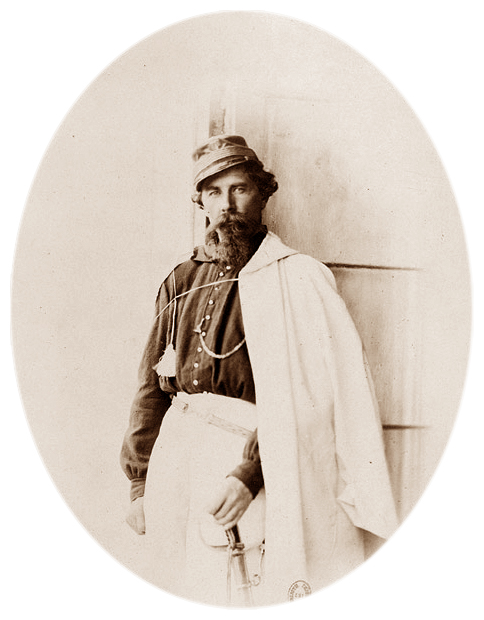
Генерал Іштван Тюрр в Палермо, 1860 рік, «Експедиція Тисячі» (photo by Gustave Le Gray).

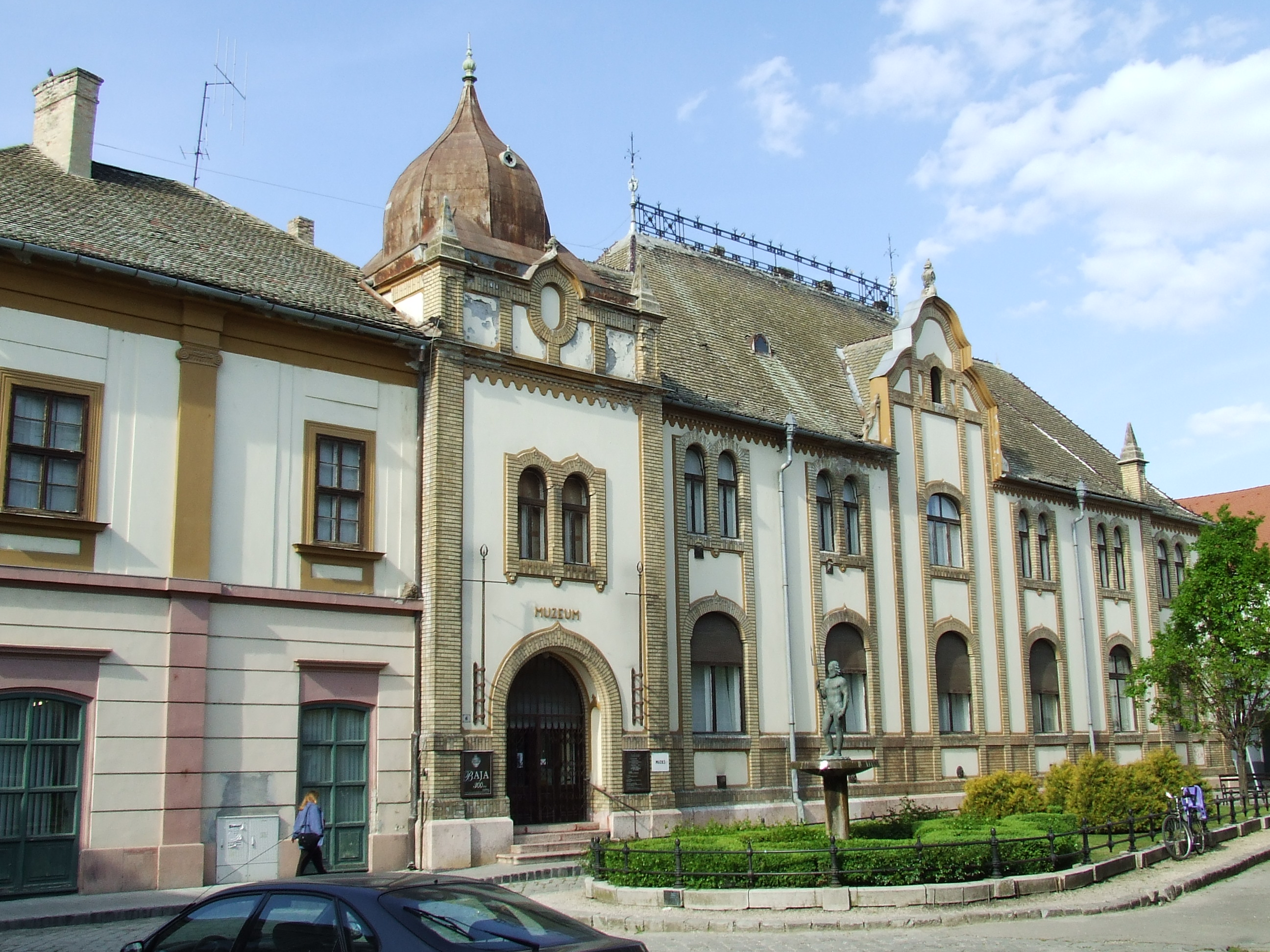
Музей Іштвана Тюрра в Бая

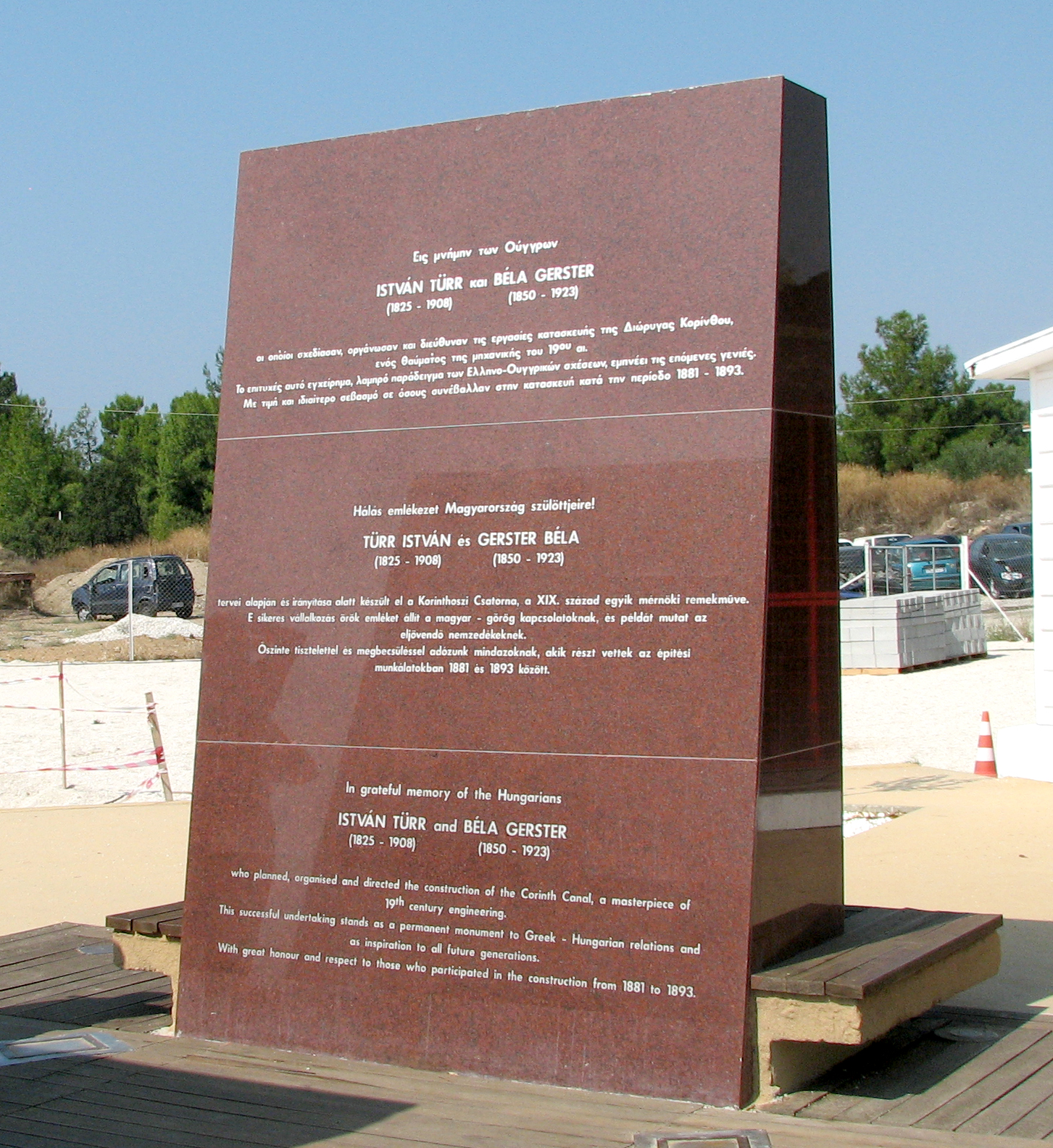
Монумент на честь будівництва Коринфського каналу

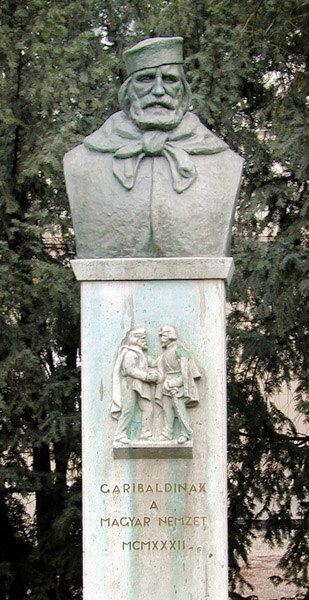
Пам'ятник Гарібальді в Будапешті

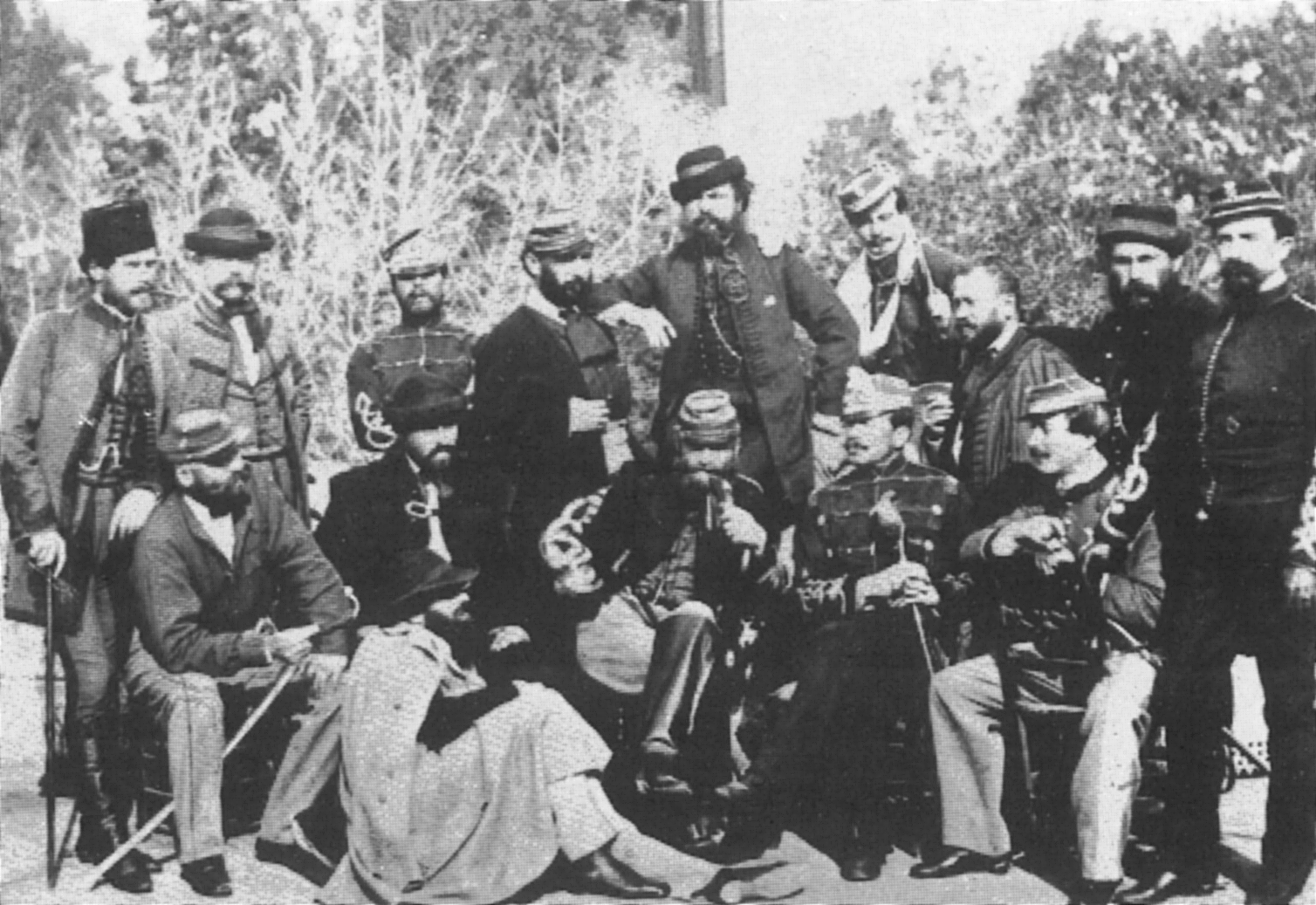
Легіон Ґарібальді

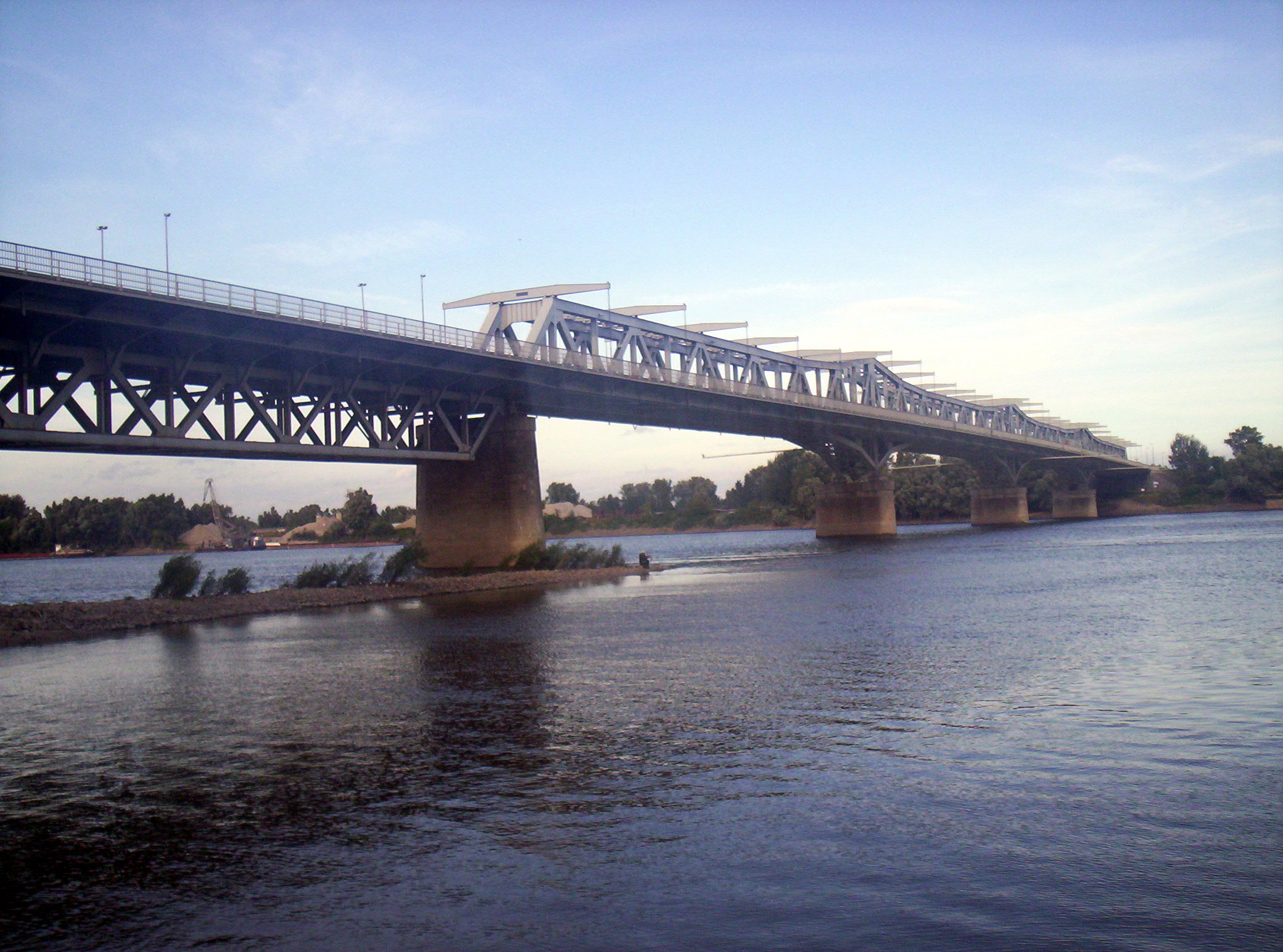
Міст Іштвана Тюрра через Дунай

Іштван Тюрр (також написання прізвища Тур; угор. Türr István, італ. Stefano Türr, фр. Étienne Türr; 10 серпня 1825 року, Бая, Угорщина — 3 травня 1908 року, Будапешт) — угорський військовий, революціонер, архітектор каналів та інженер, відіграв важливу роль в об'єднанні Італії, підтримував зв'язок з Гарібальді. В останні роки свого життя відомий як борець за мир.

## Революція 1848—1849
Уродженець міста Бая, провінція Bács-Kiskun, Угорщина, Іштван вступив до австрійської армії, став лейтенантом в полку угорських гренадерів, з яким в 1848 році взяв участь у австро-італійській війні 1848—1849. У січні 1849 в Королівстві Сардинія був капітаном «угорського легіону», сформованого з дезертирів царської австрійської армії. Остаточна перемога Йозефа Радецького в Новарі призвела до зречення Карла Альберта престолу і повалення так званого «демократичного» уряду. Більшість італійських вигнанців та іноземців з Королівства Сардинія прямують на нові поля битви — Рим, Türr в Німеччині, Баден.

## Кримська війна
У 1854 році воював на боці Англії, приєднавшись до англо-турецького легіону. У 1855 році, сподіваючись на британський захист, наважився побувати у Волощині та був заарештований в Бухаресті, коли купував коней. Австрійська влада вважала його за дезертира і хотіла привести у виконання смертний вирок, але Іштван Тюрр був вчасно врятований завдяки втручанню Лондона.

## Об'єднання Італії
У 1859 році він воював в Італії, як капітан групи Гарібальді «Альпійські мисливці»; останній завжди тримав Іштвана в пошані. Рік по тому Тюрр взяв участь в «експедиції Тисячі» по захопленню Сицилії: в результаті він отримав важкі поранення і був підвищений до генерал-майора. Гарібальді призначив Тюрра губернатором Неаполя, де той зіграв вагому роль у підготовці і проведенні референдуму 21 жовтня 1860 року.

## Шлюб
10 вересня 1861 в Мантуї Іштван Тюрр бере шлюб з Аделіною Бонапарте Вайз (Adelina Bonaparte Wyse). Шлюб високого рангу, враховуючи, що наречена була дочкою Томаса Вайза і Летиції Бонапарт (онука Лучіано Бонапарте — брата Наполеона I, отже — двоюрідна сестра нового французького імператора Наполеона III). Сестра Аделіни, Марія, вийшла заміж в 1861 році в за п'ємонтця Урбано Раттацці (Urbano Rattazzi).

## Угорське повстання 1866
У 1866 році, під час третьої італійської війни за незалежність і кампанії Гарібальді в Трентіно, Іштвану Тюрру було доручено підготувати визвольне повстання в Угорщині, організоване з території Сербії.

## Повернення в Угорщину
Поразка Австрії змушує імператора Франца-Йосипа гарантувати конституцію і створення ліберальних установ, а також відновлення автономії колишнього Угорського королівства. Ця угода між Австрією та Угорщиною відома як Ausgleich («вирівнювання, компенсація»). Назва держави змінилася з «Австрійська імперія» на «Австро-Угорщина».
У новій політичній ситуації почався етап політичної діяльності Тюрра, який відіграв вагому роль у тогочасних подіях, сприяв будівництву каналів на Дунаї, зародженню угорської промисловості. З 1881 він керував роботою по будівництву Коринфського каналу на однойменному перешийку.